# James Morris (futbolista nacido en 2001)
James Morris (Portsmouth, 23 de noviembre de 2001) es un futbolista británico que juega en la demarcación de defensa en el Watford F. C. de la EFL Championship.

## Biografía
Tras formarse como futbolista en las categorías inferiores del Southampton F. C. y marcharse posteriormente a la disciplina del Watford F. C., finalmente el 8 de enero de 2022 debutó con el primer equipo en la FA Cup contra el Leicester City F. C. El encuentro finalizó con un resultado de 4-1 a favor del conjunto lesteriano tras los goles de Youri Tielemans, James Maddison, Harvey Barnes y Marc Albrighton para el Leicester City, y de João Pedro para el Watford.

## Clubes
Actualizado al último partido disputado el 8 de enero de 2022.
| Club          | País       | Año   | Partidos | Goles |
| ------------- | ---------- | ----- | -------- | ----- |
| Watford F. C. | Inglaterra | 2021- | 52       | 0     |